# Paralobesia
Paralobesia is een geslacht van vlinders van de familie bladrollers (Tortricidae), uit de onderfamilie Olethreutinae.

## Soorten
- P. aemulana (Heinrich, 1926)
- P. andereggiana (Herrich-Schäffer, 1851)
- P. aruncana (Kearfott, 1907)
- P. blandula (Heinrich, 1926)
- P. cyclopiana (Heinrich, 1926)
- P. cypripediana (Forbes, 1924)
- P. exasperana (McDunnough, 1938)
- P. liriodendrana (Kearfott, 1904)
- P. monotropana (Heinrich, 1926)
- P. palliolana (McDunnough, 1938)
- P. piceana (Freeman, 1941)
- P. rhoifructana (Kearfott, 1904)
- P. sambuci (Clarke, 1953)
- P. slingerlandana (Kearfott, 1904)
- P. spiraeifoliana (Heinrich, 1923)
- P. vernoniana (Kearfott, 1907)
- P. viteana (Clemens, 1860)
- P. yaracana (Kearfott, 1907)